# Dana Awartani
Dana Awartani (Yeda, 1987) es una artista visual saudí, de etnia palestina. Trabaja con diversos medios, como la pintura, el videoarte y el mosaico de arena, e incorpora métodos tradicionales del arte islámico. Awartani nació y creció en Yeda, Arabia Saudí, donde vive actualmente.

## Trayectoria
Awartani se licenció en Bellas Artes en la Central Saint Martins, Londres y luego obtuvo un máster en Artes Tradicionales en The Prince's School, Londres. En The Prince's School aprendió a trabajar con vidrieras, pintura en miniatura y dorado; diversas técnicas tradicionales de culturas de todo el mundo. Sin embargo, allí no pudo obtener un título en iluminación tradicional de textos, por lo que buscó un instructor en Turquía que la ayudara a dominar esta disciplina.
Awartani emplea diversos medios, como la pintura, el vídeo y los mosaicos de arena. Su obra es única en el sentido de que trata de incorporar los métodos tradicionales del arte islámico al mundo contemporáneo. Su obra es rica en motivos geométricos y detalles intrincados, integra a menudo los estilos de motivos del arte islámico. Especializada en geometría, así como en iluminación, azulejos y parquet, la obra de Awartani explora la relación entre geometría y naturaleza, así como el modo en que las verdades pueden traducirse a través del arte mediante principios geométricos, visualizando un lenguaje sagrado a través de una estética simbólica y de múltiples capas. Su método surgió hace más de 1.000 años como sustituto de la representación prohibida de figuras divinas. Aún hoy lo practican especialistas como Awartani, aunque cada vez menos.
Sobre los árabes y el arte, Awartani dijo: ″Los árabes nos hemos criado en torno a las bellas artes, estamos rodeados de ellas en todos los rincones, pero no somos conscientes de ello. Puedes ver geometría a tu alrededor, como por ejemplo en las mezquitas. Estaba buscando una pista que seguir y buscando en mi interior sentí un anhelo por ella hasta que la he descubierto. Hay una belleza interior y exterior que cuenta una historia detrás de cada pieza estructurada, no hay aleatoriedad a la hora de crear estas piezas". Sobre el arte islámico, dijo: "En primer lugar, el arte islámico no se hace por el simple hecho de hacer arte. Es una práctica espiritual sagrada que se utiliza como una forma de adorar a Dios y para Dios. Nos enseña sabr (paciencia) y respeto y, como artista islámica, mi trabajo es una forma de oración y dhikr (recuerdo). Necesito estar concentrada al 100% y de buen humor para poder hacerlo, de lo contrario no funciona".

## Reconocimientos
Awartani fue incluida en el proyecto Rhizoma de la 55ª Bienal de Venecia de 2013. Su obra forma parte de la colección del Museo y Jardín de Esculturas Hirshhorn, Washington D. C. y el Museo Británico, Londres.